# Erica
Pour les articles homonymes, voir Erica (homonymie).
Pour l’article ayant un titre homophone, voir Erika.
Genre
Classification APG II (2003)
Erica est un genre de plantes à fleurs de la famille des Ericaceae. Le genre compte environ 860 espèces dans le monde. Ces plantes sont le plus souvent des arbrisseaux ou des arbustes et partagent avec quelques autres genres proches le nom commun de bruyères.
Près de 90 % des espèces, dont de nombreuses espèces endémiques, se trouvent en Afrique du Sud. Les 70 espèces restantes se rencontrent à travers toute l'Afrique, autour de la Méditerranée et en Europe.
Le fynbos sud-africain est riche en Erica, dont certaines sont remarquables par la taille et la couleur de leur floraison.

## Étymologie
Le genre Erica vient du latin Erice et du grec erikê, ou ereikê, qui signifie « briser » avec semble-t-il une double connotation : la fragilité des rameaux mais aussi l'allusion à son ancien emploi médicinal supposant dissoudre les calculs rénaux. Le terme grec a fini par désigner la bruyère arborescente.

## Synonymes
Selon Plants of the World Online, le genre compte les synonymes suivant:
- Acrostemon Klotzsch in Linnaea 12: 227 (1838)
- Aniserica N.E.Br. in W.H.Harvey & auct. suc. (eds.), Fl. Cap. 4(1): 391 (1906)
- Anomalanthus Klotzsch in Linnaea 12: 238 (1838)
- Apogandrum Neck. in Elem. Bot. 1: 216 (1790), opus utique oppr.
- Arachnocalyx Compton in J. S. African Bot. 1: 144 (1935)
- Arsace Fourr. in Ann. Soc. Linn. Lyon, n.s., 17: 113 (1869)
- Blaeria L. in Sp. Pl.: 112 (1753)
- Blepharophyllum Klotzsch in Linnaea 12: 216 (1838)
- Bruckenthalia Rchb. in Fl. Germ. Excurs. 1: 414 (1831)
- Callista D.Don in Edinburgh New Philos. J. 17: 154 (1834)
- Ceramia D.Don in Edinburgh New Philos. J. 17: 153 (1834)
- Chlorocodon Fourr. in Ann. Soc. Linn. Lyon, n.s., 17: 113 (1869)
- Chona D.Don in Edinburgh New Philos. J. 17: 155 (1834)
- Coccosperma Klotzsch in Linnaea 12: 215 (1838)
- Codonanthemum Klotzsch in Linnaea 12: 240 (1838)
- Codonostigma Klotzsch ex Benth. in A.P.de Candolle, Prodr. 7: 709 (1839)
- Coilostigma Klotzsch in Linnaea 12: 234 (1838)
- Comacephalus Klotzsch in Linnaea 12: 224 (1838)
- Dasyanthes D.Don in Edinburgh New Philos. J. 17: 155 (1834)
- Desmia D.Don in Edinburgh New Philos. J. 17: 153 (1834)
- Ectasis D.Don in Edinburgh New Philos. J. 17: 156 (1834)
- Eleutherostemon Klotzsch in Linnaea 12: 219 (1838)
- Eremia D.Don in Edinburgh New Philos. J. 17: 156 (1834)
- Eremiella Compton in J. S. African Bot. 19: 119 (1953)
- Eremiopsis N.E.Br. in W.H.Harvey & auct. suc. (eds.), Fl. Cap. 4(1): 390 (1906)
- Eremocallis Salisb. ex Gray in Nat. Arr. Brit. Pl. 2: 398 (1821 publ. 1822)
- Ericinella Klotzsch in Linnaea 12: 222 (1838)
- Ericodes Kuntze in Revis. Gen. Pl. 2: 389 (1891), orth. var.
- Ericoides Heist. ex Fabr. in Enum.: 131 (1759)
- Eriodesmia D.Don in Edinburgh New Philos. J. 17: 156 (1834)
- Eurylepis D.Don in Edinburgh New Philos. J. 17: 154 (1834)
- Euryloma D.Don in Edinburgh New Philos. J. 17: 155 (1834)
- Eurystegia D.Don in Edinburgh New Philos. J. 17: 154 (1834)
- Finckea Klotzsch in Linnaea 12: 237 (1838)
- Grisebachia Klotzsch in Linnaea 12: 225 (1838)
- Gypsocallis Salisb. ex Gray in Nat. Arr. Brit. Pl. 2: 398 (1821 publ. 1822)
- Hexastemon Klotzsch in Linnaea 12: 220 (1838)
- Kolbia Adans. in Fam. Pl. 2: 164 (1763), nom. superfl.
- Lagenocarpus Klotzsch in Linnaea 12: 215 (1838), nom. illeg.
- Lamprotis D.Don in Edinburgh New Philos. J. 17: 154 (1834)
- Lepterica N.E.Br. in W.H.Harvey & auct. suc. (eds.), Fl. Cap. 4(1): 397 (1906)
- Lophandra D.Don in Edinburgh New Philos. J. 17: 154 (1834)
- Lopherina Neck. ex A.Juss. in G.-F.Cuvier, Dict. Sci. Nat., ed. 2. 27: 180 (1823)
- Macnabia Benth. ex Endl. in Gen. Pl.: 754 (1839), nom. superfl.
- Macrolinum Klotzsch in Linnaea 12: 242 (1838), nom. illeg.
- Microtrema Klotzsch in Linnaea 12: 499 (1838)
- Mitrastylus Alm & T.C.E.Fr. in Kongl. Svenska Vetensk. Acad. Handl., ser. 3, 4(4): 43 (1927)
- Nabea Lehm. ex Klotzsch in Linnaea 8: 666 (1833)
- Nagelocarpus Bullock in Kew Bull. 8: 533 (1953 publ. 1954)
- Octogonia Klotzsch in Linnaea 12: 233 (1838)
- Octopera D.Don in Edinburgh New Philos. J. 17: 156 (1834)
- Omphalocaryon Klotzsch in Linnaea 12: 243 (1838)
- Pachycalyx Klotzsch in Linnaea 12: 230 (1838)
- Pachysa D.Don in Edinburgh New Philos. J. 17: 153 (1834)
- Pentapera Klotzsch in Linnaea 12: 497 (1838)
- Philippia Klotzsch in Linnaea 9: 354 (1834)
- Pilopus Raf. in Fl. Tellur. 2: 102 (1837)
- Plagiostemon Klotzsch in Linnaea 12: 232 (1838)
- Platycalyx N.E.Br. in W.H.Harvey & auct. suc. (eds.), Fl. Cap. 4(1): 335 (1905)
- Salaxis Salisb. in Trans. Linn. Soc. 6: 317 (1802)
- Scyphogyne Decne. in L.I.Duperrey, Voy. Monde, Phan.: t. 54 (1834)[4]
- Simocheilus Klotzsch in Linnaea 12: 236 (1838)
- Stokoeanthus E.G.H.Oliv. in Bothalia 12: 49 (1976)
- Sympieza Licht. ex Roem. & Schult. in Syst. Veg., ed. 15[bis]. 3: 8, 171 (1818)
- Syndesmanthus Klotzsch in Linnaea 12: 240 (1838)
- Syringodea D.Don in Edinburgh New Philos. J. 17: 155 (1834), nom. rej.
- Tetralix Zinn in Cat. Pl. Hort. Gott.: 202 (1757), nom. rej.
- Thamnium Klotzsch in Linnaea 12: 223 (1838), nom. illeg.
- Thamnus Klotzsch in Linnaea 12: 235 (1838)
- Thoracosperma Klotzsch in Linnaea 9: 350 (1834)
- Tristemon Klotzsch in Linnaea 12: 245 (1838), nom. illeg.

## Vraie et fausse bruyère
Erica est la « vraie » bruyère qui se distingue de la Callune, la « fausse bruyère » qui est la plus commune. Elle s'en distingue par ses feuilles en aiguille disposées par 3 (feuilles opposées en forme de petites écailles sessiles imbriquées sur 4 rangs chez Calluna), son calice simple (constitué de 4 lobes verts), et sa corolle gamopétale faite de 4 pétales soudés en grelot avec 4 pointes au sommet. Un moyen mnémotechnique de différencier les deux est Callune, calme et Bruyère, bruit, en référence au son produit lorsqu'on passe la main sur les deux plantes.

## Liste des espèces

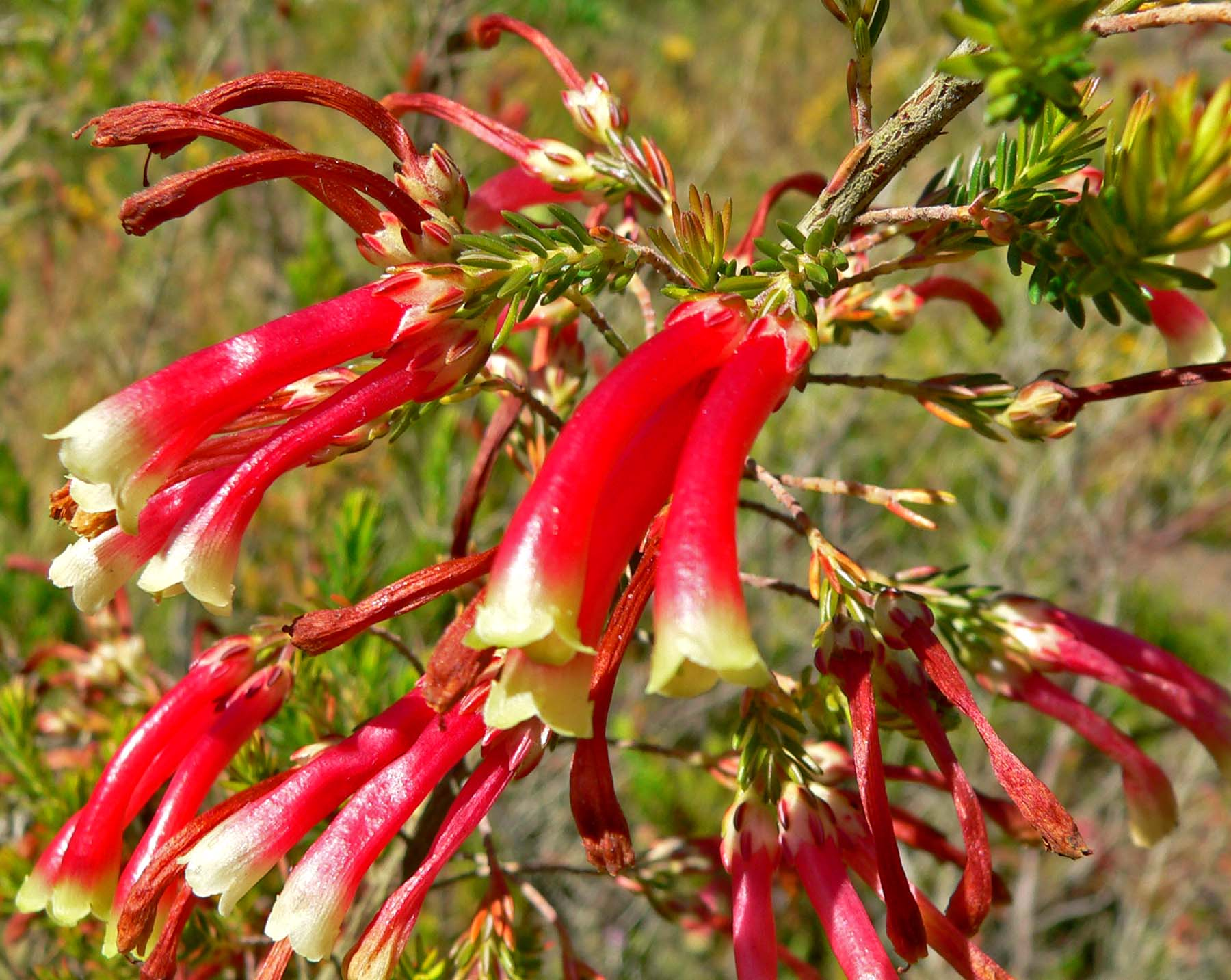
Erica versicolor, de la région du Cap.

### Les espèces françaises
- Erica arborea L. — bruyère arborescente
- Erica arborescens (Willd.) E.G.H. Oliv. — branle filao, endémique de l’Île de la Réunion
- Erica carnea L. (Syn. Erica herbacea L.) — bruyère carnée, bruyère de l'ouest, bruyère des neiges, bruyère des Alpes
- Erica ciliaris L. — bruyère ciliée
- Erica cinerea L. — bruyère cendrée
- Erica erigena R. Ross (Syn. : Erica carnea subsp. occidentalis (Bentham) Laínz.) — bruyère d’Irlande, bruyère de la Méditerranée
- Erica galioides Lam. — thym marron, bruyère faux-gaillet, endémique de l’Île de la Réunion
- Erica lusitanica Rudolphi — bruyère du Portugal
- Erica multiflora L. — bruyère à nombreuses fleurs
- Erica reunionensis E.G.H. Oliv. — branle vert, endémique de l’Île de la Réunion
- Erica scoparia L. — bruyère à balais
- Erica terminalis Salisb. — bruyère de Corse, uniquement en Corse
- Erica tetralix L. — bruyère des marais ou bruyère quaternée
- Erica vagans L. — bruyère vagabonde

## Galerie

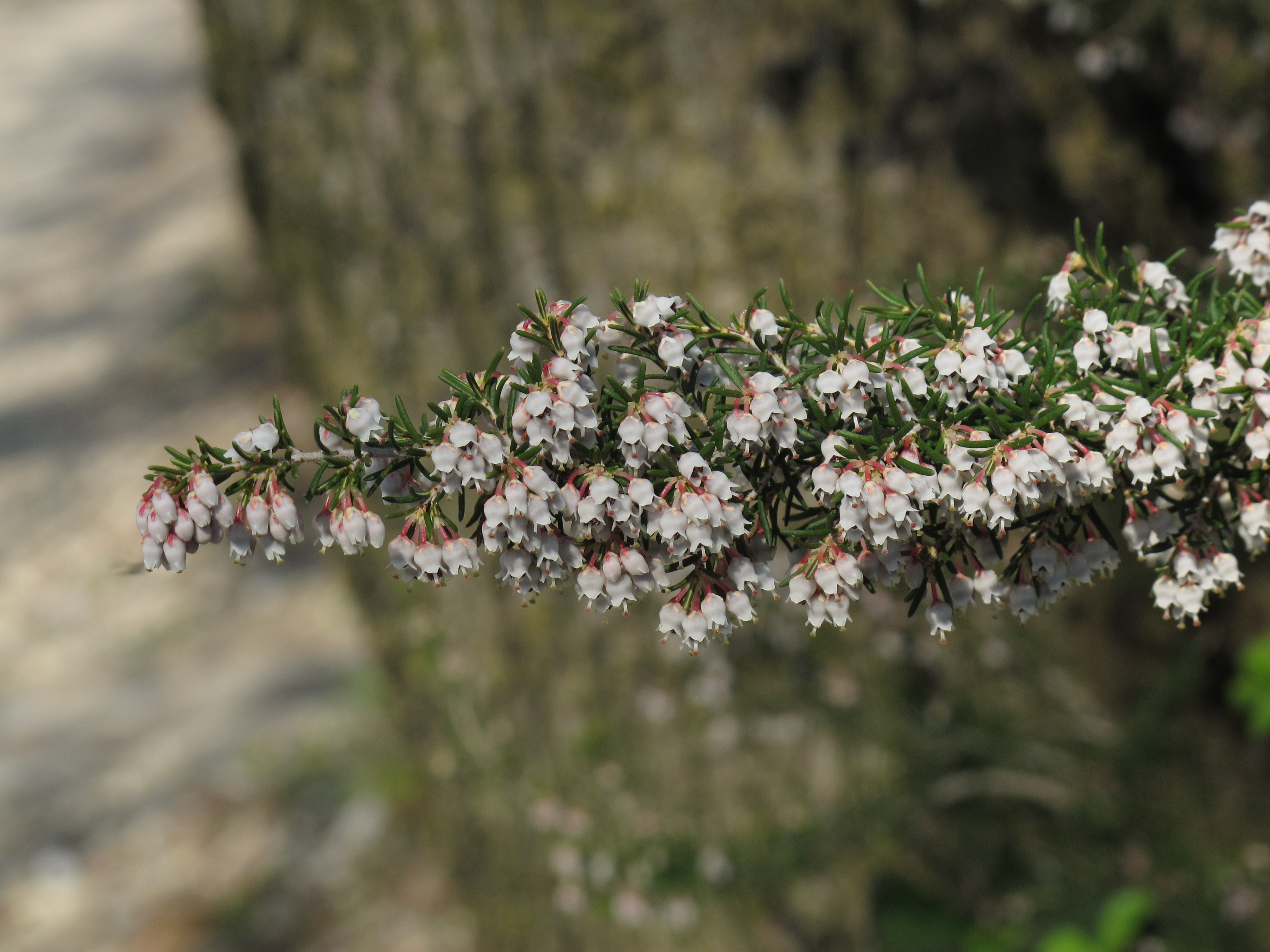
Erica arborea.
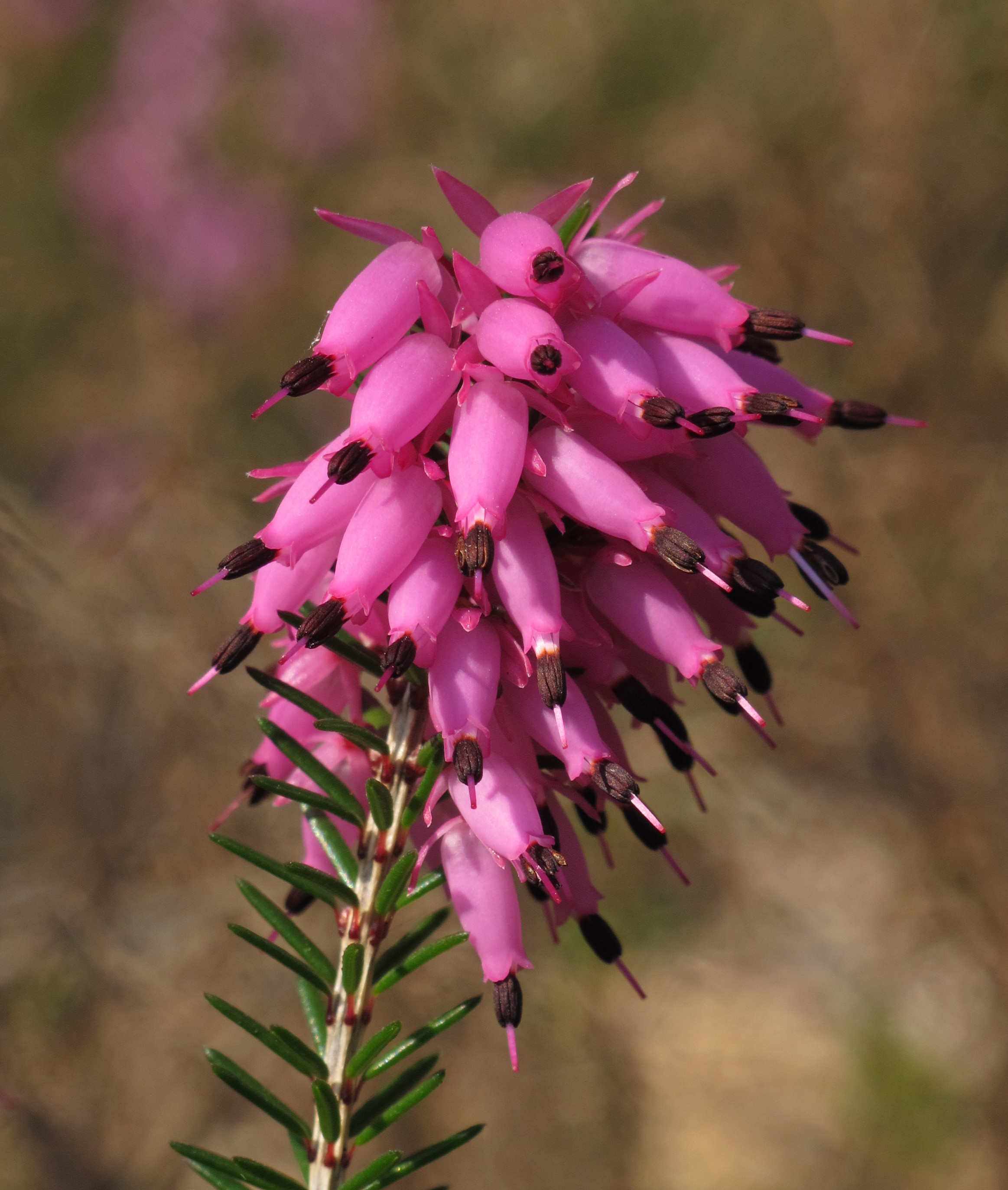
Erica carnea.
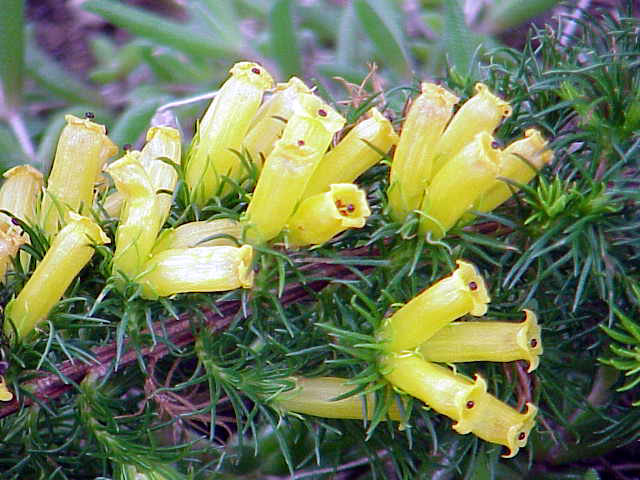
Erica patersonia, espèce du fynbos sud-africain.
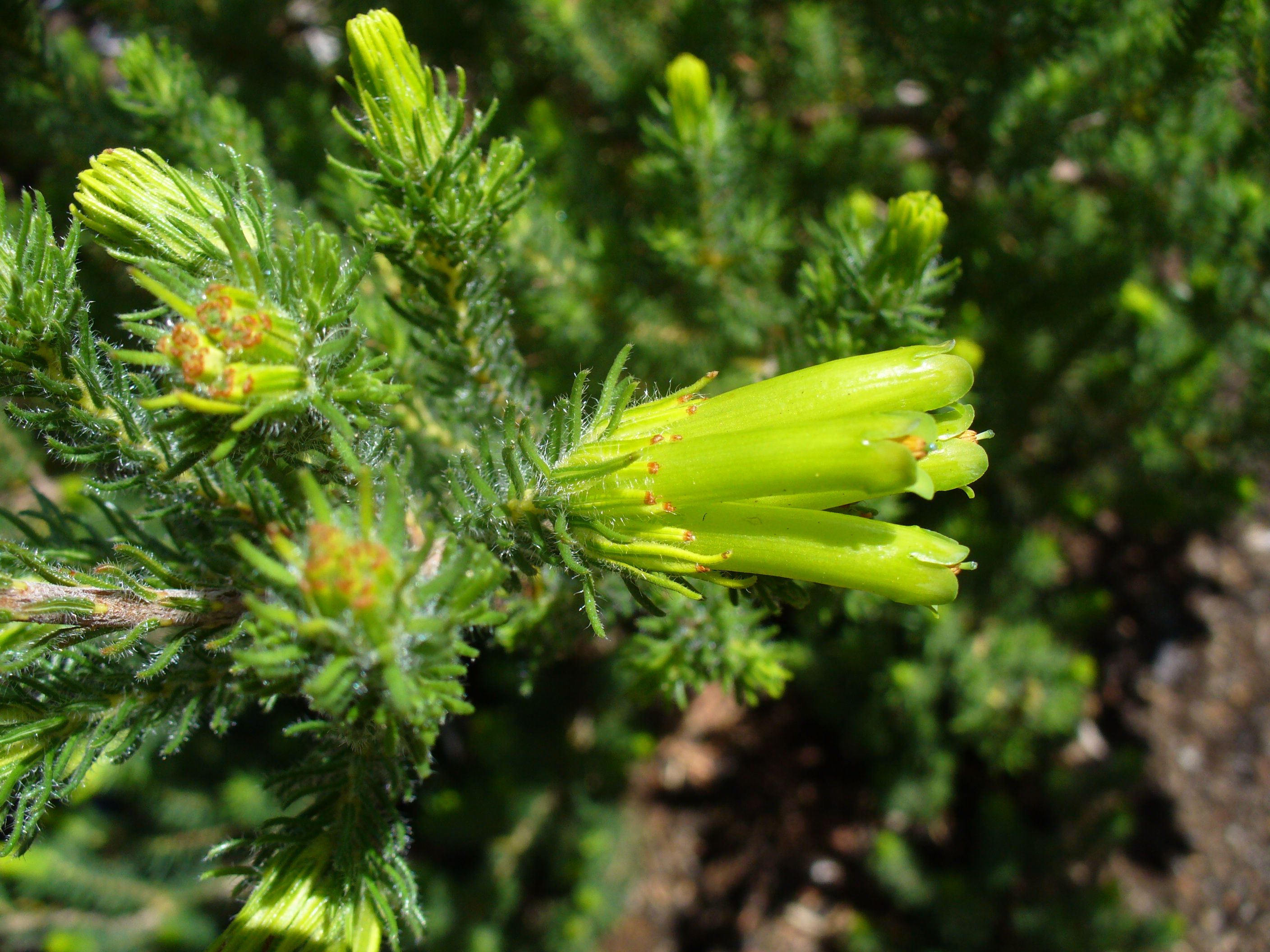
Erica viridescens.